# Gerolsbach
Gerolsbach település Németországban, azon belül Bajorországban. Lakosainak száma 3852 fő (2023. december 31.).

## Népesség
A település népessége az elmúlt években az alábbi módon változott:
| Lakosok száma | 868  | 1361 | 998  | 2439 | 3352 | 3394 | 3500 | 3534 | 3703 | 3852 |
|               | 1875 | 1950 | 1975 | 1987 | 2012 | 2014 | 2016 | 2017 | 2021 | 2023 |